# Laphria breonii
Laphria breonii là một loài ruồi trong họ Asilidae. Laphria breonii được Macquart miêu tả năm 1838. Loài này phân bố ở vùng nhiệt đới châu Phi.